# 宋梧生
宋梧生，1895年～1969年，中国近现代医学家、最早期的癌学专家，浙江余姚人。

## 生平
1922年（民国十一年），获法国里昂大学医学博士和哲学博士学位。
博士毕业后回国，先后担任上海圣心医院内科主任，光华大学教授和中央研究院化学研究所的研究员。
曾创建中国第一所肿瘤放射性治疗的医院——中比镭锭治疗院（1931年3月1日成立，现上海复旦大学附属肿瘤医院）医务主任，副院长，不久亲自担任院长。中比镭锭治疗院并是中国解放前唯一一家肿瘤治疗医院。
曾创建上海第一所药科大学——中法大学，并任教于药学专修科，亲自担任教务长和系主任
创办中国第一家制造医用注射用试剂葡萄糖生产企业——大中化工厂，出任企业经理。
抗日战争期间，曾被邀请担任汪伪政府职务，被宋梧生拒绝，保持了民族气节。
后来宋梧生辞去镭锭治疗院的职务（保留有医院顾问的头衔），自己开业并行医，曾参与组建上海伤兵医院，为抗日战争前线伤兵提供医疗。
解放后，曾担任上海第一医学院肿瘤医院院长和上海第一医学院药学系教授。
宋梧生并是中国药学会理事，中华医学会理事和中国化学化工学会理事。

## 逸事
宋梧生是银行家宋汉章的侄子。1947年8月，医学家谷镜汧和宋汉章合作创办浙江余姚阳明医院（今浙江省余姚市第一人民医院），宋梧生被委任为院长。